# Hasenmatt
Le Hasenmatt est une montagne du massif du Jura en Suisse. Culminant à 1 445 mètres d'altitude, c'est le point culminant du canton de Soleure.